# Tweede Slag bij Franklin
De Tweede Slag bij Franklin vond plaats op 30 november 1864 in Williamson County, Tennessee tijdens de Amerikaanse Burgeroorlog. Het Zuidelijke Army of Tennessee onder leiding van luitenant-generaal John Bell Hood voerde een reeks frontale aanvallen uit op sterke defensieve Noordelijke stellingen die bemand werden door de soldaten van generaal-majoor John M. Schofield. De Zuidelijken slaagden er niet in om de vijandelijke linies te breken waarna Schofield zich op een ordelijke manier kon terugtrekken naar Nashville.
De Zuidelijke aanval werd uitgevoerd door zes divisies of 18 brigades die bijna 20.000 man sterk waren. Het wordt soms de Picketts Charge van het westen genoemd. De Zuidelijken leden zware verliezen waarbij naast de talloze soldaten 14 generaals en 55 regimentscommandanten sneuvelden of gewond raakten.

## Samenstelling van de legers

### Zuidelijke strijdkrachten
Luitenant-generaal John Bell Hoods Army of Tennessee telde 39.000 soldaten en was samengesteld als volgt:
- Het korps van generaal-majoor Benjamin F. Cheatham bestaande uit de divisies van de generaals-majoor Patrick R. Cleburne, John C. Brown en William B. Bate.
- Het korps van luitenant-generaal Stephen D. Lee bestaande uit de divisies van de generaals-majoor Edward "Allegheny" Johnson, Carter L. Stevenson en Henry D. Clayton. (Alleen Johnsons divisie speelde een actieve rol in Franklin.)
- Het korps van luitenant-generaal Alexander P. Stewart bestaande uit de divisies van de generaals-majoor William W. Loring, Samuel G. French en Edward C. Walthall.
- De cavalerie van generaal-majoor Nathan Bedford Forrest bestaande uit de divisies van de brigadegeneraals James R. Chalmers, Abraham Buford, en William H. Jackson.[1]

#### Noordelijke strijdkrachten
Generaal-majoor John M. Schofields Army of the Ohio telde 27.000 soldaten en was samengesteld als volgt:
- IV Corps onder leiding van generaal-majoor David S. Stanley bestaande uit de divisies van de brigadegeneraals Nathan Kimball, George D. Wagner en Thomas J. Wood.
- XXIII Corps die normaal werd geleid door Schofield zelf maar nu onder leiding stond van brigadegeneraal Jacob D. Cox bestaande uit de divisies van de brigadegeneraals Thomas H. Ruger en James W. Reilly.
- Cavalry Corps aangevoerd door generaal-majoor James H. Wilson bestaande uit de divisies van de brigadegeneraals Edward M. McCook, Edward Hatch, Richard W. Johnson en Joseph F. Knipe.[2]

## Achtergrond

### De weg naar Franklin21 november-29 november1864november
Op 21 november 1864 vertrok het Zuidelijke Army of Tennessee uit Florence (Alabama), Alabama. Met een reeks van geforceerde marsen (110 km in drie dagen tijd) probeerde Hood zich tussen de twee Noordelijke leger te manoeuvreren om ze elk afzonderlijk te verslaan. De Noordelijke generaal Schofield trok zich prompt terug vanuit Pulaski naar Columbia (Tennessee), Tennessee waar een belangrijke brug over de Duck rivier lag. De Noordelijken slaagden erin als eerste de stad te bereiken op 24 november en enkele uren voor de vijand verscheen, de nodige borstweringen op te werpen. Tussen 24 november en 29 november werd de Zuidelijke opmars geblokkeerd in de Slag bij Columbia. Terwijl er schermutselingen en artilleriebeschietingen plaatsvonden, probeerden beide legers te manoeuvreren.
Op 28 november ontving Schofield het bevel van Thomas om de nodige voorbereidingen te treffen om Columbia te verlaten en nieuwe stellingen in te nemen bij Franklin. Hij ging ervan uit dat het XVI Corps van generaal-majoor Andrew J. Smith, die op weg was vanuit Missouri, op tijd Schofield zou versterken. De gecombineerde strijdmacht kon dan sterke defensieve stellingen innemen bij de Harpethrivier in Franklin. Ondertussen stuurde Hood de korpsen van Cheatham en Stewart via Davis’s Ford over de Duck rivier waardoor de Noordelijke stellingen bij Columbia geflankeerd werden. Enkel de Zuidelijke artillerie en twee divisies van Lees korps bleven voor de stad liggen om de vijand te misleiden.
Op 29 november verkeerde het Noordelijke leger in groot gevaar. Hood had de Noordelijken geflankeerd. Schofields leger was deels in Columbia en deels op weg naar het noorden. Zijn bagagetrein en een deel van het IV Corps was reeds bij Spring Hill op 15 km van Columbia. In de Slag bij Spring Hill had Hood de kans om een deel van de Noordelijke troepen en de bagagetrein te vernietigen. Door een reeks van communicatieproblemen kon uiteindelijk het volledige Noordelijke leger in de nacht van 29 op 30 november vrijwel ongehinderd in Noordelijke richting passeren. Toen Hood de volgende ochtend besefte wat er was gebeurd, was hij furieus op zijn soldaten en op zijn bevelhebbers, dus op iedereen uitgezonderd zichzelf. Hij zette onmiddellijk de achtervolging verder.

### Noordelijke defensieve plannen
Na een geforceerde mars bereikte de Noordelijke voorhoede Franklin op 30 november om 04.30 uur. Jacob Cox, tijdelijke bevelhebber van het XXIII Corps, begon onmiddellijk de defensieve linies rond de stad te versterken.
Schofield besloot om Franklin te verdedigen. De oorspronkelijke bruggen hadden dringende reparaties nodige en hij had niet de beschikking over zijn pontonbruggen die achtergelaten waren in Columbia. Zijn genie werd onmiddellijk aan het werk gezet om de spoorwegbrug en gewone brug te herstellen. Zijn bagagetrein werd in de zijstraten van de stad geparkeerd zodat de hoofdweg naar de brug open bleef. In de vroege namiddag waren de bruggen voldoende gerepareerd om de bagagetrein erover te sturen. Toen de Zuidelijken de aanval inzetten, was de bagagetrein over de rivier op weg naar Nashville.
Tegen de middag waren de defensieve stellingen klaar. De linies vormden een halve cirkel rondom de stad van het noordwesten tot het zuidoosten. De rest van de stad werd beschermd door de Harpethrivier. In tegenklokwijzerzin beginnend in het noordwesten stonden de divisies van Kimball (IV Corps), Ruger (XXIII Corps) en Reilly (XXIII Corps). Waar de Columbia Pike de stad naderde was er een gat in de Noordelijke stellingen om de karren door te laten. Op ongeveer 61 m achter het gat werd een kleinere aarden wal opgeworpen die als controlepunt diende en geen deel uitmaakte van de grote defensieve linie. Het gat werd gedekt door Battery A, 1st Kentucky Artillery. De defensieve linie in de zuidelijke sector bestond uit een gracht van 1,2 m breed en 1 m diep. Daarachter was een muur opgetrokken uit houten palen die op een aarden wal stond. In de zuidoostelijke sector vormde een haag van Osagedoorn een onoverkoombare barrière. Net achter het centrum van de linie stond Carter House die ingericht was als hoofdkwartier van Cox. Daarnaast stond een Cotton gin waar kleinere barricades waren opgeworpen. Schofield richtte zijn hoofdkwartier in het huis van Alpheus Truett in op 750 ten noorden van de rivier langs de Nashville Pike. Hij zou echter het grootste deel van zijn tijd in Fort Granger vertoeven om de slag te leiden. Er werden twee Noordelijke brigades 750 voor de hoofdlinie opgesteld. Wagners divisie was de laatste die Franklin naderde vanuit Spring Hill. Wagner gaf het bevel aan die twee brigades om zich zo goed en zo kwaad mogelijk in te graven.
Woods divisie van het IV Corps en de cavalerie werden ten noorden van de rivier opgesteld om flankeeraanvallen te pareren. Schofield maakte plannen om zijn leger tegen 18.00 uur over te rivier te krijgen indien de Zuidelijken nog niet waren verschenen. Toen de Zuidelijken naderden, ging Schofield ervan uit dat ze hetzelfde manoeuvre zouden uitvoeren zoals bij Columbia. Een frontale aanval op een sterke defensieve linie werd niet verwacht.

### Het Zuidelijk aanvalsplan
De voorhoede van het Zuidelijke leger arriveerde bij Winstead Hill op ongeveer 3 km ten zuiden van Franklin rond 13.00 uur. Hood gaf het bevel tot een frontale aanval. Zijn officieren waren verontrust over zijn beslissing. Forrest vroeg een infanteriedivisie om samen met zijn cavalerie de rivier over te steken om de vijand te flankeren zoals bij Columbia. Ook Cheatham voelde er niet veel voor om de Noordelijke stellingen te bestormen. Toch zette Hood zijn wil door.
Hoods doel was de vernietiging van Schofields leger voor de Noordelijken opnieuw naar het noorden ontsnapten. Hij vreesde ervoor dat de flankeerbeweging te veel tijd in beslag zou nemen om uit te voeren. Om 16.00 uur rukten de Zuidelijken op. Cheathams korps nam de linkerflank voor zijn rekening en Stewart de rechterflank. Bates divisie had vertraging opgelopen om zijn uitgangspositie in te nemen waardoor de aanval in zijn geheel vertraging opliep. De cavalerie werd in twee delen gesplitst. Chalmers divisie werd op de uiterste linkerflank geplaatst, terwijl dat Buford en Jackson bij Forrest bleven. Lees korps en de Zuidelijke artillerie waren nog op weg vanuit Columbia. Hoods aanvalsmacht bestond uit ongeveer 20.000 soldaten die 3 km open terrein dienden over te steken tegen een sterke defensieve stelling. De enige artillerie om de opmars te steunen waren twee batterijen.

## De slag

### De Zuidelijke aanval

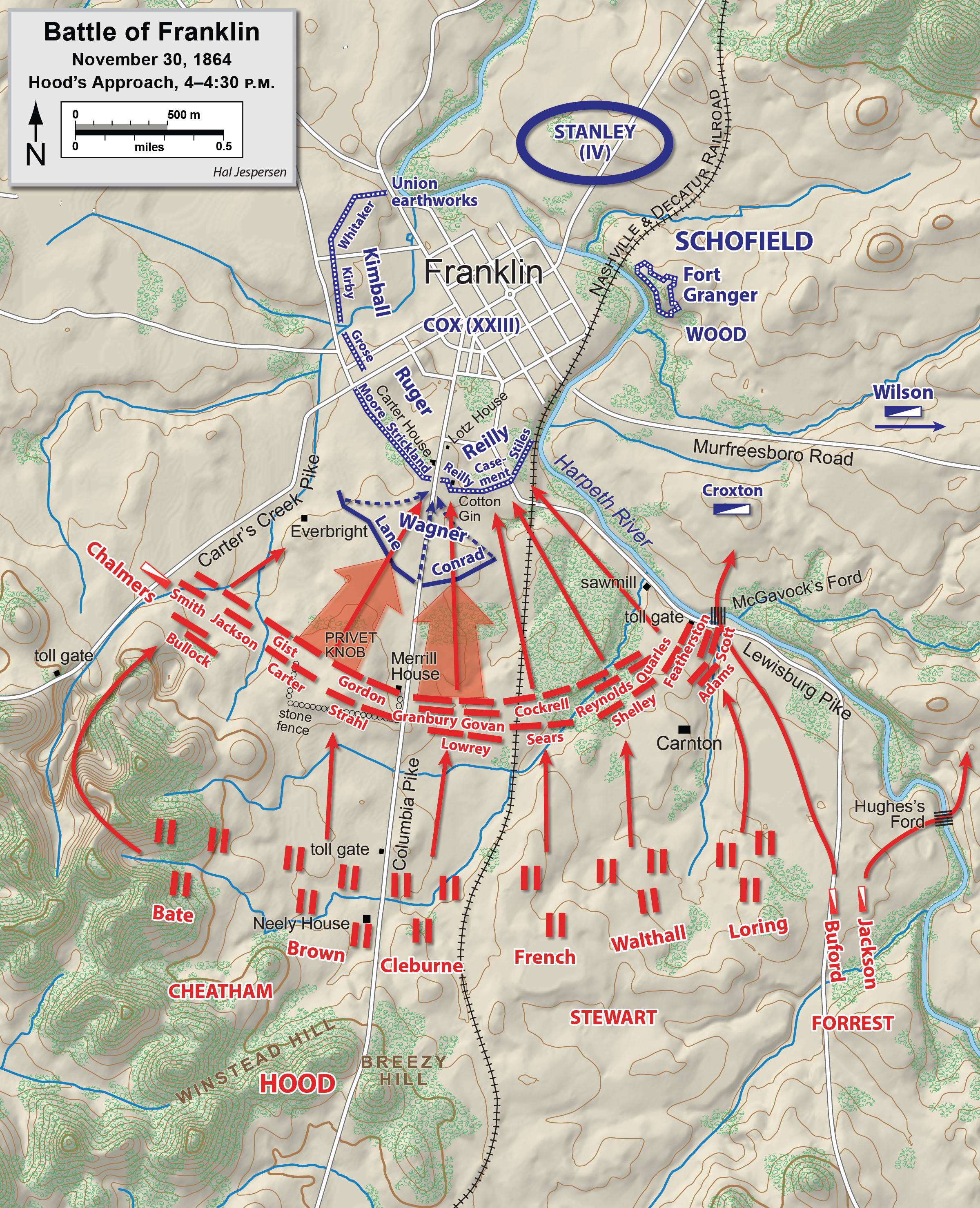
Hoods opmars en de aanval op Wagners vooruitgeschoven stellingen

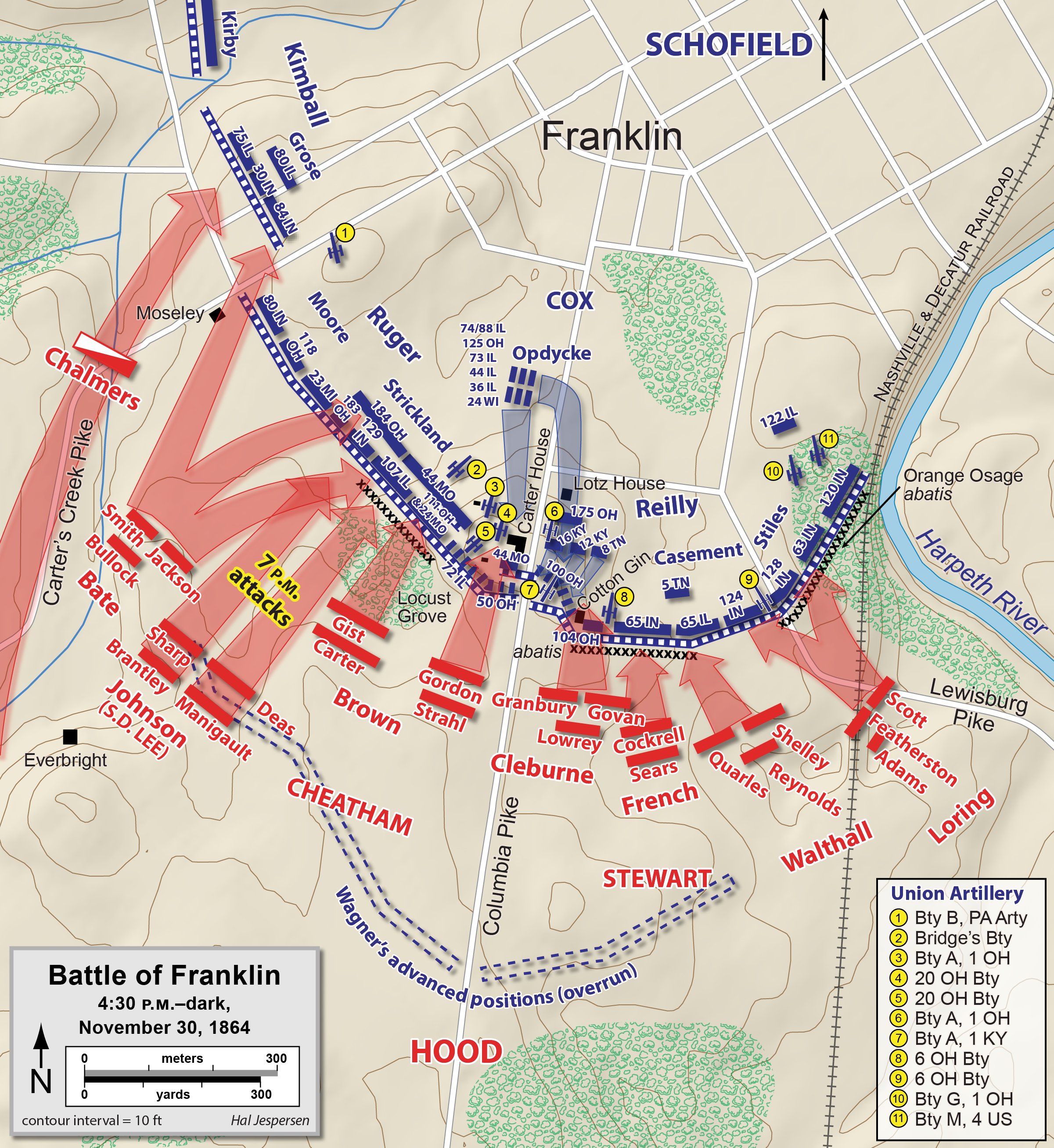
Zuidelijke aanval en Opdyckes tegenaanval tussen 16.30 uur en 19.00 uur

De Zuidelijke opmars overrompelde de 3.000 Noordelijke soldaten van de twee brigades van Wagner. Zonder goede verschansingen en geen dekking op de flanken waren ze kansloos tegen de aanstormende Zuidelijken. Ze losten één gecoördineerd schot. De twee kanonnen van Battery G, 1st Ohio Light Artillery vuurde schrapnel, maar al snel probeerden deze veteranen het vege lijf te redden door naar Franklin te lopen. 700 soldaten werden gevangengenomen. De vluchtende Noordelijken en de achtervolgende Zuidelijken maakte het voor de Noordelijke verdedigers van de defensieve linie het onmogelijk om vuur te openen op de Zuidelijke aanvallers.

### Doorbraak en tegenaanval in het Noordelijke centrum
Door deze situatie waarbij de Noordelijken zich niet konden verdedigen was de opening in de defensieve linie langs de Columbia Pike tot aan Carther House en de cotton gin extra kwetsbaar. De Zuidelijke divisies van Cleburne, Brown en French convergeerden op deze plaats en overrompelden de Noordelijke stellingen aan weerszijden van het gat. De 100th Ohio Infantry van Reilly’s brigade werd terug gedrongen ten oosten van de weg en kolonel Silas A. Stricklands brigade werd terug gedrongen naar het Carter House en de cotton gin. De linkervleugel van de 72nd Illinois Infantry werd verjaagd naar de stellingen van de 183rd Ohio Infantry. Hierdoor diende de rest van de 72nd zich eveneens terug te trekken. In enkele minuten tijd waren de Zuidelijken 50 m diep doorgedrongen in de Noordelijke stellingen.
Terwijl de Zuidelijken door het gat stroomden, bevond Opdyckes brigade zich in reserve op 200 m ten noorden van het Carter House. Opdycke stelde zijn soldaten op in gevechtsformatie. Voor hen zagen ze vluchtende kameraden en massa’s Zuidelijke soldaten. Opdycke gaf het sein tot de aanval. Tegelijkertijd arriveerde zijn korpsbevelhebber Stanley ter plaatse. Terwijl Stanley naar voor reed, werd zijn paard onder hem neergeschoten en raakt hijzelf gewond in de nek waardoor hij tijdelijk uitgeschakeld was.
Opdyckes tegenaanval werd al snel versterkt door de reserve-eenheden van Reilly’s divisie, namelijk de 12th Kentucky Infantry en 16th Kentucky Infantry samen met overlevenden van Stricklands en Wagners eenheden. Samen sloten ze het gat in de Noordelijke stellingen. De man-tegen-mangevechten langs de weg tot aan Carter House en de cotton gin waren fel.
De gevechten rond het Carter house duurden enkele uren. Velen in Browns divisie werd terug gedrongen naar de Noordelijke defensieve linie. Daar kwamen ze vast te zitten voor de rest van de dag. Naast de vele slachtoffers die vielen in zijn divisie raakte ook Brown en zijn officieren gewond. De brigade van brigageneraal George W. Gordon was in de verwarring bij Cleburnes divisie terechtgekomen ten oosten van de weg. Hun aanval bij de cotton gin werd afgeslagen en kwam onder vernietigend vuur te liggen. Cleburne sneuvelde en 14 van zijn brigade en regimentscommandanten raakten eveneens buiten strijd.

### Aanval op de Noordelijke linkerflank
Terwijl de gevechten in het centrum in volle hevigheid woedden, rukte Stewarts korps op naar de Noordelijke linkerflank. Omdat de rivier de Harpeth in deze sector van zuidoostelijke naar noordwestelijke richting stroomde, hadden de oprukkende brigades van Stewart steeds minder plaats om te manoeuvreren. Dit had vertragingen en het verlies van interne cohesie tot gevolg. Ze lagen onder vuur van de Noordelijke batterijen langs de defensieve linie en werden ook onder vuur genomen door de kanonnen van Fort Granger. Ook de osagedoorhagen bemoeilijkte hun opmars.
Lorings divisie voerde twee aanvallen uit op de Noordelijke brigade van kolonel Israel N. Stiles. Beide aanvallen werden afgeslagen met zware verliezen. Het ondersteunend artillerievuur dekte de Noordelijk flanken. Brigadegeneraal John Adams probeerde vanop de barricades zijn troepen te herformeren maar sneuvelde. Ook de brigade van Winfield S. Featherston begon zich terug te trekken.
Walthalls divisie, die door de verwarring deels vermengd was met Lorings divisie, viel in verschillende golven de brigades van Casement en Reilly aan. Ze moesten zich terugtrekken met zware verliezen. De brigade van brigadegeneraal William A. Quarles kon doordringen tot de gracht, maar werd daar onder moordend vuur vastgepind. Quarles raakte gewond. Tegen het einde van de slag was de hoogste in rang in zijn brigade een kapitein.

### Mislukte aanvallen in het Zuidelijke centrum en op de Zuidelijke linkerflank
De divisie van generaal-majoor William B. Bate had reeds een lange mars achter de rug toen het op punt aankwam waar ze dienden aan te vallen. Toen de soldaten opgesteld stonden voor de aanval was het bijna donker. De eerste gevechten barsten los rond het landhuis Everbright waar de Noordelijke scherpschutters werden verjaagd. De linkerflank van Bate was op het eerste gezicht niet gedekt door de cavalerie van Chalmers waardoor hun flank onder vuur kwam te liggen. Op zijn flank te beschermen liet Bate de brigade van kolonel Robert Bullock aantreden. Dit bracht de nodige vertraging met zich mee voor de aanval en beroofde Bate van zijn reserve-eenheden. Chalmers’ cavalerie was op de uiterste linkerflank in gevechten verwikkeld, maar door het glooiende landschap kon Bate dit niet zien. Noch Bate, noch Chalmers boekten vooruitgang en trokken zich terug.
Hood, die bij Winstead Hill gebleven was, bleef overtuigd dat het vijandelijke centrum kon gebroken worden. Rond 19.00 uur stelde hij de enige aanwezige divisie van Lees korps op onder leiding van generaal-majoor Edward "Allegheny" Johnson om Cheathams aanval te ondersteunen. Ze rukten op in noordelijke richting ten westen van de Columbia Turnpike en draaiden langs Privet Knob. Door de duisternis en het feit dat Cheatham geen officier kon missen om Johnsons troepen te gidsen raakten ze niet ver. Ook waarschuwde Cheatham en Bate dat het openen van kanon-of geweervuur op de Noordelijke stellingen ook Zuidelijke slachtoffers kon maken omdat er nog veel soldaten vastzaten in niemandsland. Toch voerde Johnson nog een aanval uit op de Noordelijke stellingen ten westen van Carter House en leden zware verliezen.

### Bewegingen en aanvallen van de cavalerie
Naast de aanval van Chalmers in het westen probeerde Forrest ten oosten de rivier over te steken in een poging om de Noordelijke linkerflank te keren. Zijn twee divisie onder leiding van de brigadegeneraals Abraham Buford en William H. Jackson vielen de Noordelijke voorposten aan en dreven hen terug. Ze staken de Harpeth over bij Hughes Ford op ongeveer 4,8 km van Franklin. Toen de Noordelijke cavaleriebevelhebber brigadegeneraal James H. Wilson rond 15.00 uur op de hoogte werd gebracht van Forrest pogingen, stuurde hij de divisie van brigadegeneraal Edward Hatch naar voren. Hij viel Forrest frontaal aan terwijl de brigade van John T. Croxton de Zuidelijke flank liet aanvallen. De brigade van kolonel Thomas J. Harrison werd in reserve gehouden. De Zuidelijken werden terug over de rivier gejaagd.

## Gevolgen
Na de mislukte aanval van Johnson, besliste Hood om de offensieve acties op te schorten tot de volgende ochtend. Schofield liet zijn infanterie de rivier oversteken vanaf 23.00 uur. Opnieuw stak Hood geen hand uit om de terugtocht te verhinderen. Rond de middag van 1 december betrokken de Noordelijken hun stellingen rond Nashville gevolgd door het zwaar gehavende Zuidelijke leger.
De Zuidelijken hadden Franklin in hun macht. Toch was de vijand opnieuw ontsnapt en kon zich bovendien aansluiten bij de Noordelijke eenheden in Nashville onder Thomas. Hoods leger had zware verliezen geleden. Er vielen 6.252 slachtoffers waarvan 1.750 sneuvelde en 3.800 gewond raakten. Daarnaast vielen veel officieren. Naast Patrick Cleburne sneuvelden zes hogere officieren, raakten er zeven gewond en werd één officier gevangengenomen. Ook 55 regimentsofficieren sneuvelden of raakten gewond.
De Noordelijken verloren 189 doden, 1.033 gewonden en 1.104 vermisten. De gewonden werden achtergelaten in Franklin. De meesten zouden opnieuw bevrijd worden toen de Noordelijken de stad opnieuw in handen kregen op 18 december 1864.
Het Army of Tennessee was bijna vernietigd voor Franklin. Toch liet Hood zijn 26.500 soldaten verder oprukken tegen de gecombineerde strijdmacht van Schofield en Thomas in Nashville. Hood en zijn bevelhebber Beauregard verzochten op versterkingen. Deze waren echter niet beschikbaar. Op 15 december en 16 december nam Thomas het initiatief en viel Hood aan bij Nashville. Hood werd beslissend verslagen en trok zich met net geen 20.000 soldaten terug naar Mississippi. Het Army of Tennessee en hun bevelhebber Hood zouden geen strijd meer zien.